# Michail Fjodorowitsch Rajewski

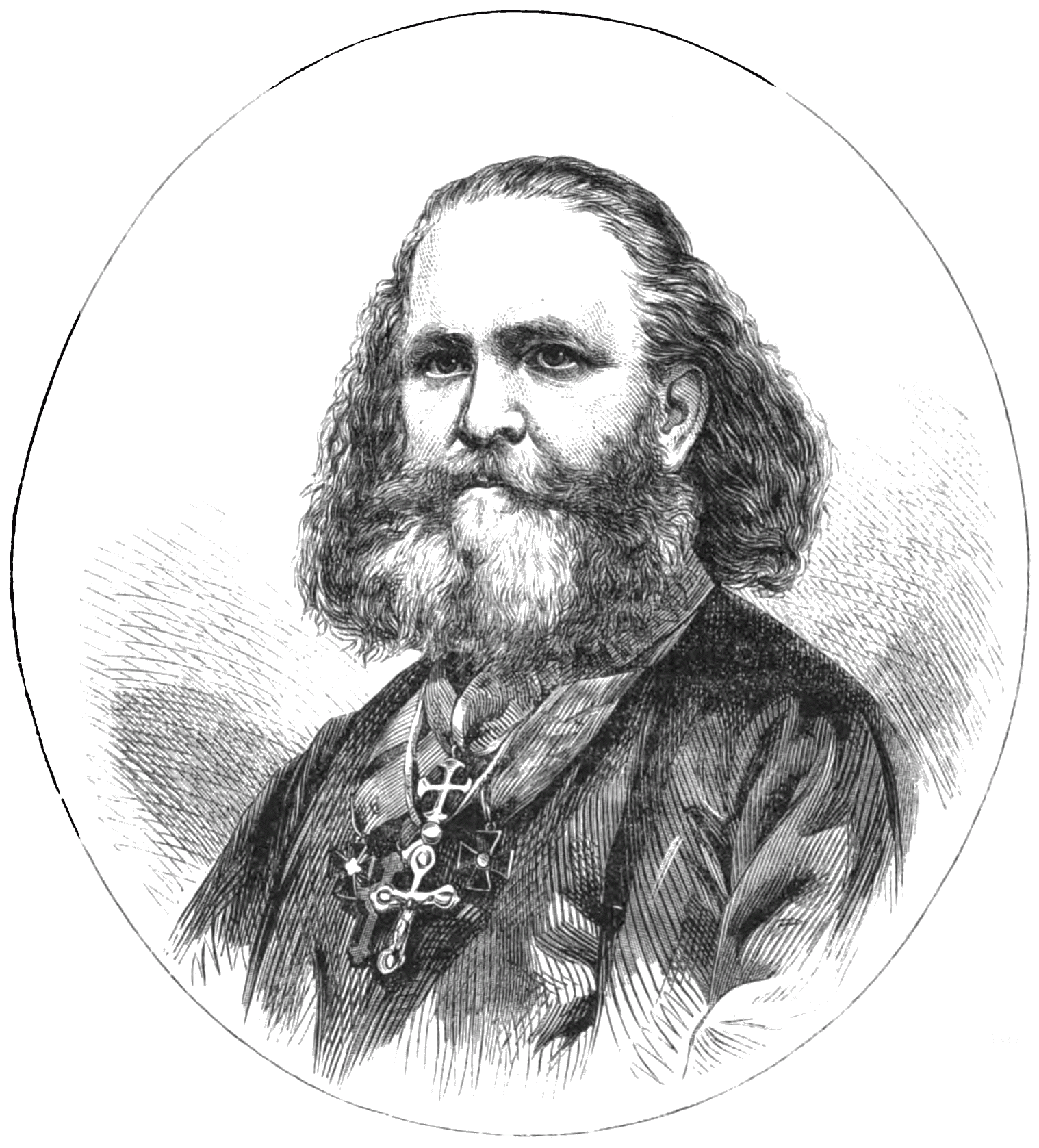
Michael Theodorovič Rajevskij (Slavische Blätter 1865)

Michail Fjodorowitsch Rajewski (russisch Михаил Фёдорович Раевский; * 18. Juli 1811 in Arsamas; † 2. Mai 1884 in Wien) war russisch-orthodoxer Erzpriester und Vorsteher der Botschaftskirche zu Wien.

## Leben

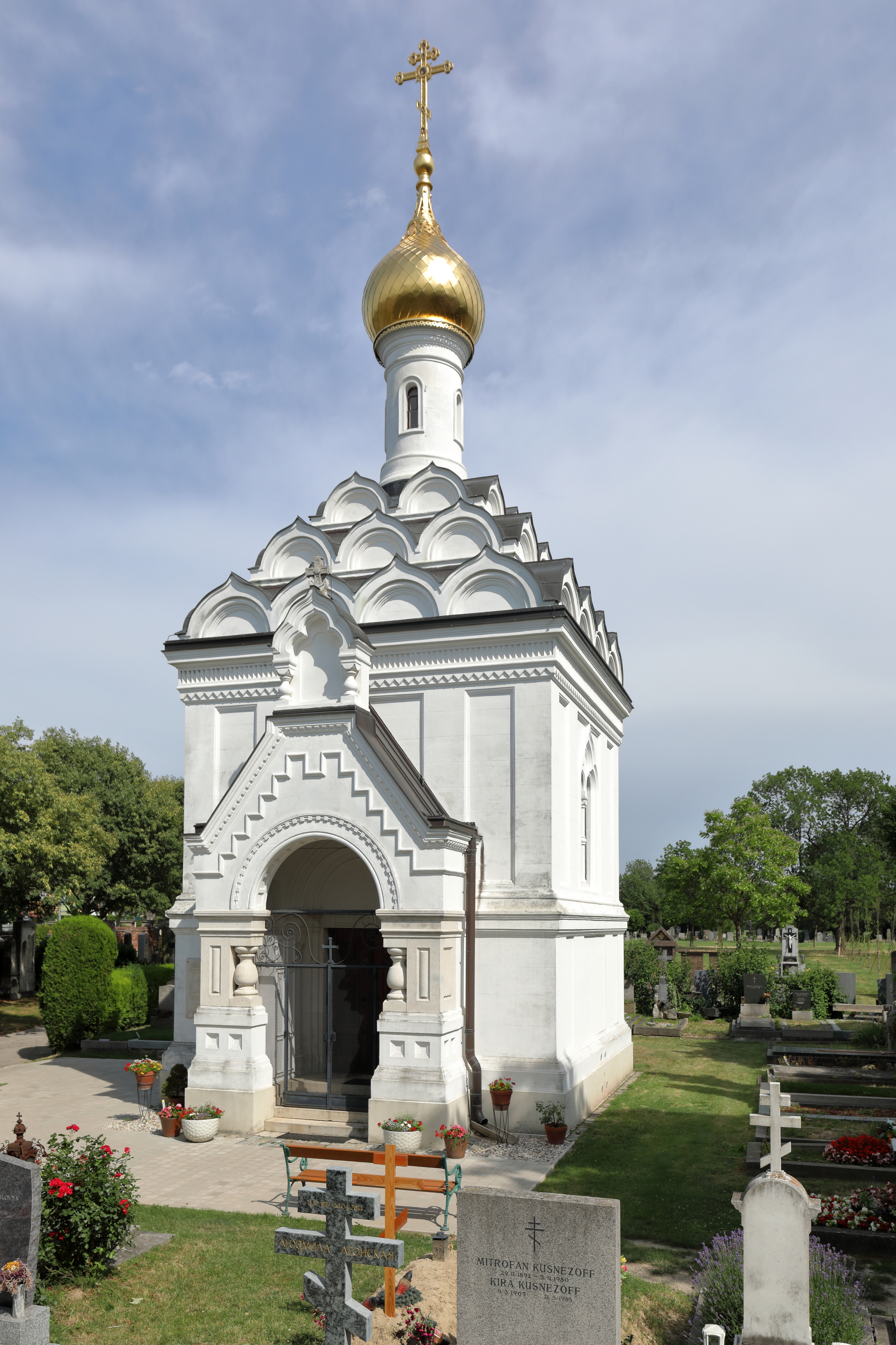
Friedhofskirche zum Heiligen Lazarus am Wiener Zentralfriedhof

Rajewski war von 1842 bis 1884 der Vorsteher der Wiener Botschaftskirche und damit zugleich das Oberhaupt der russisch-orthodoxen Kirche in Wien, die als geistliches Zentrum aller Slawen im Herrschaftsgebiet des damaligen Österreich-Ungarns galt.
Er war einer der Initiatoren des Slawenkongresses von 1867 in Russland, die seit 1848 mit dem Aufkommen des Panslawismus in großen Zeitabständen in verschiedenen Metropolen Osteuropas durchgeführt wurden.

## Werke
Rajewski ist für seine Übersetzungen von Gottesdienst-Texten aus dem Griechischen ins Deutsche bekannt, u. a. das Euchologion der orthodoxen Kirche und den Canon magnus des Andreas von Kreta.
Rajewski plante, in Wien eine große Kathedrale bauen zu lassen. Nach der offiziellen Genehmigung begann er noch, Spenden zu sammeln. Doch sein Tod im Mai 1884 machte die Realisierung seines Plans unmöglich. Die von ihm gesammelten 22.000 Rubel reichten nur zum Bau der kleineren Friedhofskirche „Zum Heiligen Lazarus“ auf dem Wiener Zentralfriedhof. Diese Kirche wurde am 26. April 1895 eingeweiht und besteht noch heute. Die eigentlich von Rajewski geplante Kathedrale zum Heiligen Nikolaus wurde erst zehn Jahre nach seinem Tod von 1893 bis 1899 gebaut und am 4. April 1899 geweiht.